# Giacomo Santoro

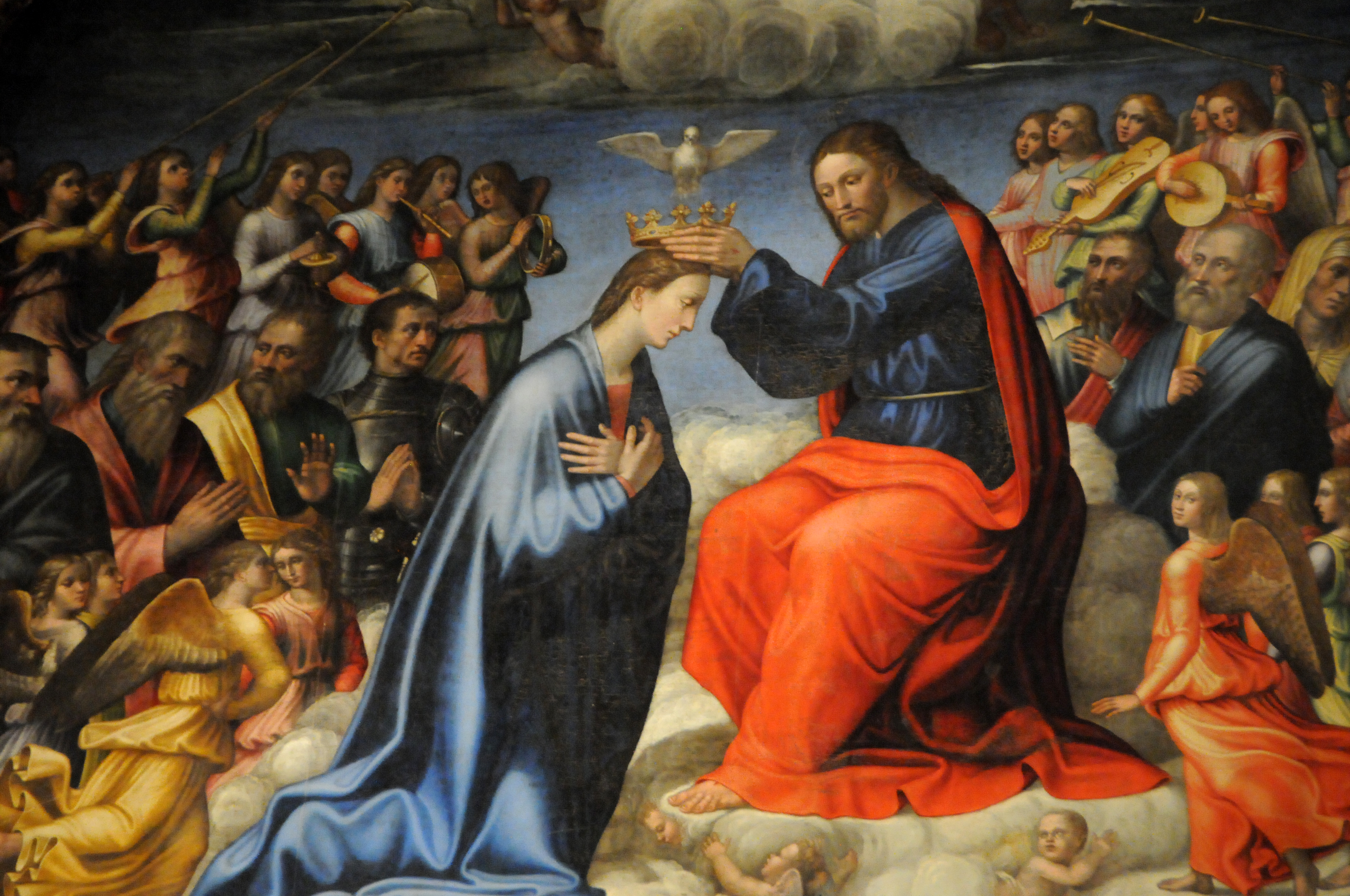
Incoronazione della Vergine, chiesa di San Francesco, Norcia.

Giacomo Santoro, meglio conosciuto come Jacopo Siculo o Jacopo Siciliano (Giuliana, 1490 – Rieti, 1544), è stato un pittore italiano.

## Biografia
Nasce a Giuliana (PA) intorno al 1490, comincia a dipingere in Sicilia in particolare sembra abbia studiato a Palermo ed a Sciacca (AG).
In giovane età si trasferisce a Roma, assumendo lo pseudonimo di Jacobus Siculus, dove lavora presso alcune chiese della capitale eseguendo degli affreschi.
Nel 1524 firma la pala d'altare del Battesimo di Gesù per la chiesa di San Giovanni Battista ad Aspra (RI). Dopo un breve periodo di tempo si trasferisce a Spoleto (PG) dove il suo nome diventa abbastanza famoso ed ottiene parecchie commesse in giro per l'Italia. A Spoleto decora nel duomo la Cappella dell'Assunta (o di Francesco Eroli) e a Norcia (PG) i Frati Minori Osservanti del convento dell'Annunziata gli commissionano nel 1541 la pala d'altare dell'Incoronazione della Vergine e Santi. Un suo pregevole dipinto, l'Assunta, arreda la parete di fondo dell'altare maggiore della chiesa di San Pietro in Leonessa (RI).
A Vallo di Nera (PG) nel 1536 ha dipinto il catino dell'abside della chiesa di San Giovanni Battista con una Dormitio Virginis che richiama la Legenda aurea di Jacopo da Varagine e la punizione degli Ebrei. Sulla parte alta l'Annunciazione e il Battesimo di Cristo a sinistra San Sebastiano e San Rocco in dimensioni naturali. 
Altra importante opera è la pala di San Mamiliano a Ferentillo (TR) del 1537.

## Opere

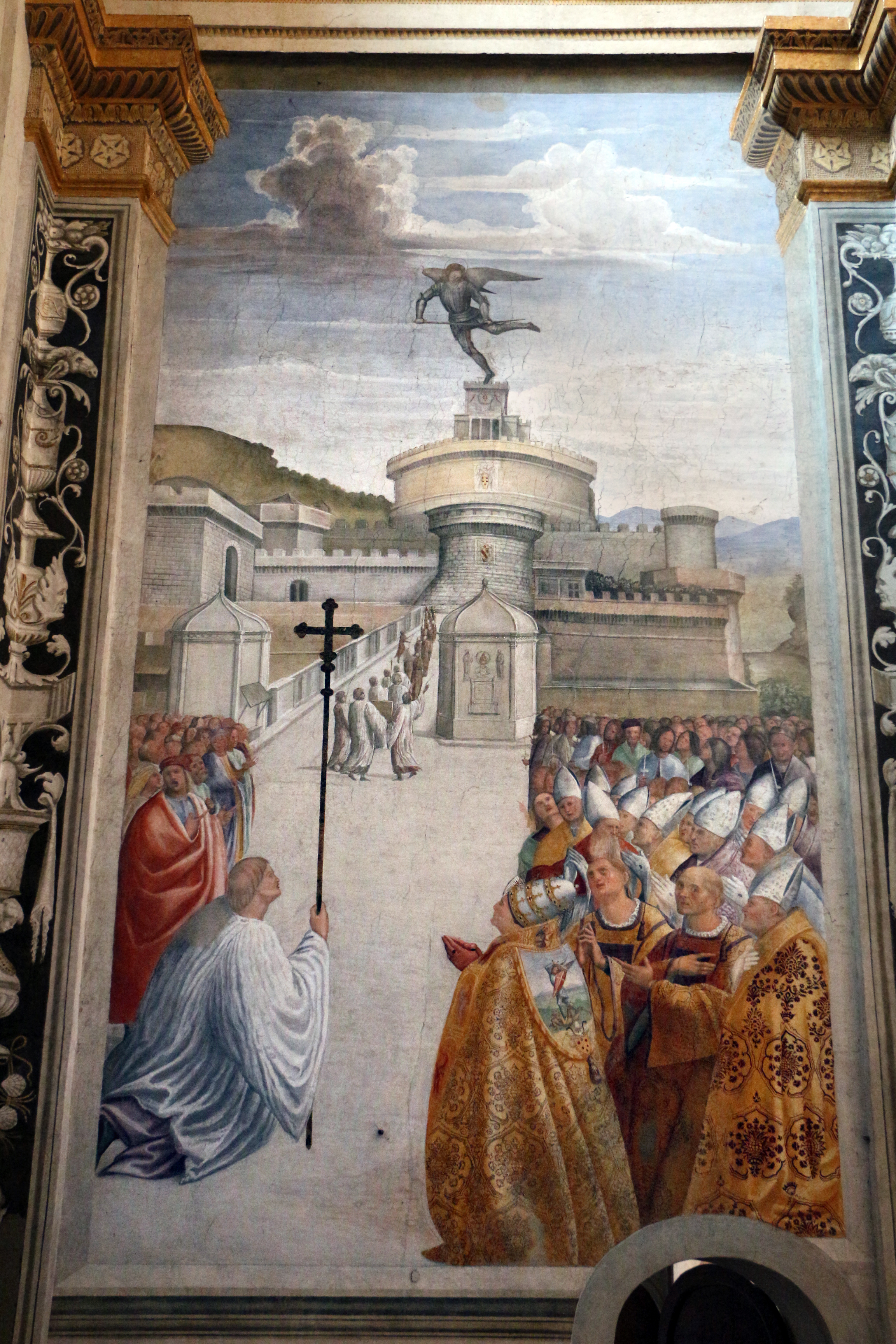
Apparizione di San Michele a Castel Sant'Angelo

- XVI secolo, Affreschi raffiguranti profeti, personaggi e scene tratti da episodi del Nuovo e Vecchio Testamento, attribuzione, opere documentate nella Cappella delle Reliquie della cattedrale di Santa Maria Assunta di Spoleto.[2]
- XVI secolo, Vergine Maria e il vescovo Eroli, dipinto, opera documentata nel Cappella del vescovo Eroli della cattedrale di Santa Maria Assunta di Spoleto.[1]
- XVI secolo, Ornato, dipinto, opera documentata nel Cappella del vescovo Eroli della cattedrale di Santa Maria Assunta di Spoleto.[3]